# Túnel Sutro
El Túnel Sutro (en inglés: Sutro Tunnel) es una galería de 6,2 km de longitud construida para drenar las minas de plata de la veta Comstock. Situado en el oeste de Nevada (Estados Unidos), el túnel tiene su única boca unos 5 km al norte de la ciudad de Dayton, y termina aproximadamente 6 km al oeste-noroeste, a unos 500 m por debajo de la ciudad de Virginia City.

## Historia
La idea de construir el túnel fue concebida en 1860 por el ingeniero estadounidense de origen alemán Adolph Sutro (1830-1898). Se proyectó con el fin de permitir el acceso a las zonas más profundas de las que se estaban extrayendo minerales en Comstock, solucionando el problema creado por las frecuentes inundaciones que los equipos de bombeo no podían achicar, lo que había restringido algunas actividades de exploración hasta entonces.
En 1865, la idea de Sutro había ganado la aprobación de los legisladores estatales y federales, y en 1866 el Congreso de los Estados Unidos le otorgó una concesión en exclusiva para construir el túnel.
William Chapman Ralston, presidente del Banco de California, aceptó financiar inicialmente el proyecto, pero más adelante retiró su oferta. El grave accidente del 7 de abril de 1869 en la mina Yellow Jacket permitió a Adolph Sutro ganarse la voluntad de la Unión de Mineros, con cuyo apoyo financiero pudo iniciar la construcción de la galería el 19 de octubre de 1869. El túnel principal tardó ocho años y medio en construirse, siendo terminado en 1878. El 1 de septiembre de aquel año, se conectó el túnel con una galería de la mina Savage.
Los propietarios de las minas pagaban un promedio de unos 10.000 dólares diarios por drenar sus pozos a través del túnel, lo que convirtió a Sutro en el Rey de Comstock. Abandonó el negocio por problemas con sus socios en 1879, obteniendo un beneficio de un millón de dólares (equivalente a unos 25 millones de 2018). Poco después disminuiría la producción de la veta Comstock, junto con el precio de las acciones.

## Características

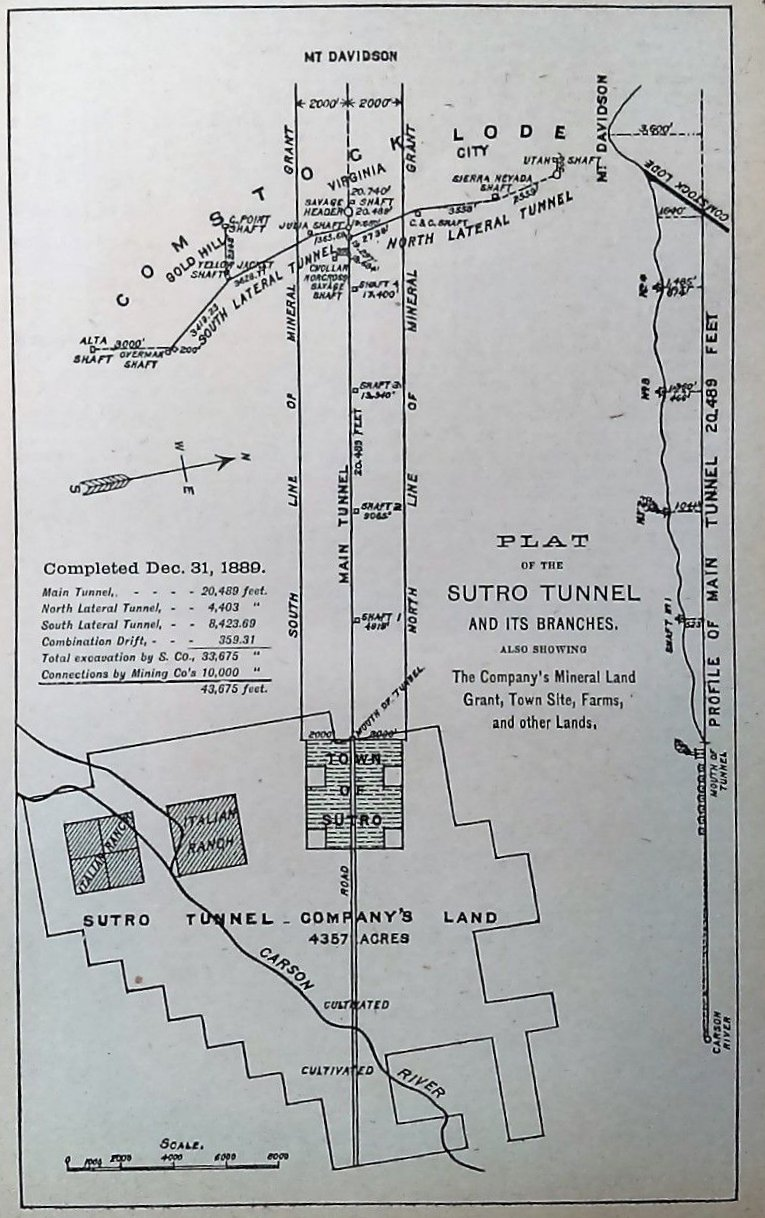
Trazado definitivo del túnel

El túnel Sutro, de 6275 m de longitud, tiene su entrada en el valle del río Carson, situado unos 5 km al norte de la ciudad de Dayton. La boca del túnel está situada aproximadamente a la cota 1365 m sobre el nivel del mar, en una zona a media ladera desprovista de vegetación. Está resuelta mediante un muro vertical pintado de blanco en el que se abren dos puertas con verjas de hierro y rematado con dos pequeños pináculos, que enmarcan el rótulo "SUTRO TUNNEL. Commenced October 19 1869". Se completa con dos aletas laterales y una serie de edificios anexos. La concesión comprendía una gran superficie de 4357 acres (1763 ha) junto a la boca del túnel, más una franja de dominio minero de 2000 pies (610 m) a cada lado del eje de la galería.  
Excavado en su mayor parte en una roca de gran solidez, alcanza las minas de Comstock a una profundidad de aproximadamente 530 m por debajo de la superficie. El tazado de la galería principal es completamente rectilíneo, orientado hacia el oeste-noroeste. Desde la boca del túnel tiene una pendiente ascendente constante del 1 %, un valor adecuado para evacuar por gravedad el agua interceptada. Posiblemente se utilizó la luz del sol dirigida con un espejo y una lente de Fresnel hacia el interior de la galería para ajustar con precisión la alineación del túnel, que no se desvió más allá de un pie y medio con respecto a su posición teórica final.
Se bifurca en dos galerías, una de 1342 m que se dirige a la zona norte de la veta, y otra de 2567 m hacia la zona sur, dándole una configuración similar a la de una letra "T". Aunque en el proyecto original estas dos galerías eran rectilíneas, finalmente su trazado se adaptó a la posición relativa de las galerías de las minas que debía interceptar para drenar el agua. 
La sección del túnel es rectangular, y tiene unas dimensiones de 2,9 m de ancho por 2,3 m de alto. Los sumideros de drenaje se enterraron en el suelo del túnel y sobre estos se colocaron dos plataformas con rieles para vagonetas arrastradas por caballerías. El túnel llegó a drenar hasta 15.000 m³ diarios.: 107–115 

## Planos
|  |  |
|  |  |